# La donna è donna
La donna è donna (Une femme est une femme) è un film del 1961 diretto da Jean-Luc Godard, interpretato da Anna Karina, Jean-Paul Belmondo e Jean-Claude Brialy. È un tributo alla commedia musicale americana ed uno dei film più importanti della Nouvelle Vague. È il primo film a colori girato da Jean-Luc Godard.
(André Labarthe)

## Trama
(Jean-Luc Godard.)
Angela, che lavora in un locale di striptease di rue Saint-Denis,  nel X arrondissement di Parigi, ha litigato con il marito Émile perché non sono d'accordo sull'opportunità di avere un bambino: lei sente che è venuto il momento, lui preferisce rimandare.  Al mattino prima di recarsi al lavoro Angela passa dall'edicola di giornali dove lavora Émile, non riescono a riconciliarsi perché entrambi rimangono della propria idea. Lei si esibisce in un numero di striptease parziale, con un vestito alla marinara.

La sera Angela tenta di fare pace in modo da riproporre l'idea di concepire un figlio, e minaccia di farlo con il primo venuto. Émile accetta la provocazione: convoca Alfred Lubitsch, un suo amico che ha perso la testa per Angela e tenta in tutti i modi di portarla a letto; ma Alfred non prende sul serio la proposta di concepire un figlio con Angela.

Émile e Alfred escono insieme a due amiche, e si recano proprio nel locale dove lavora Angela per indispettirla. Punta sul vivo, lei decide di andare fino in fondo. Il giorno successivo dà appuntamento a Alfred e gli garantisce che accetterà di fare l'amore se il marito non acconsentirà a fare la pace sulla base stabilita da lei. Lo fa aspettare sotto casa, gli segnalerà l'esito della riconciliazione con il movimento delle tende.

Alfred rimane in strada, attento alla finestra, ma le tende continuano a salire e scendere a seconda dell'andamento della discussione. Visto che non riesce a ottenere dal marito il consenso, Angela si concede a Alfred. Per ripicca, Émile si reca contemporaneamente da una prostituta.

Tutti e due si dimostrano pentiti, l'unica soluzione sembra fare subito all'amore in modo che non sia possibile sapere se il bambino che nascerà sia figlio di Alfred.

## Critica
(Jean-Luc Godard)
Concepito e girato quasi come un documentario sulla bellezza dell'attrice danese Anna Karina, che Jean-Luc Godard ha da poco sposato, il film è la rielaborazione di un soggetto che il regista stesso aveva pubblicato sui Cahiers du cinéma, a sua volta derivato da un'idea di Geneviève Cluny. Per la realizzazione del film, titolo di lavoro Prénatal, Godard in un primo tempo pensa a Brigitte Bardot nel ruolo di Angela, poi prende in considerazione altre attrici (Marina Vlady, Marie Dubuis, Joan Collins, Sylvie Vartan per decidere infine a favore della moglie quando lei fa un provino per interpretare un film di Michel Deville.

L'identificazione attrice/protagonista è favorita dal fatto che Anna Karina scopre di aspettare un bambino da Godard proprio durante le riprese del film, per cui alcune battute di dialogo appaiono come ripetizioni sul set di scene domestiche già vissute in famiglia.

In questo omaggio al Musical hollywoodiano (richiamato esplicitamente nei titoli di testa: Musicale – Sentimentale – teatrale – Genere Lubitsch), Godard impiega il cinemascope e il colore in una funzione che solo apparentemente entra in contrasto con lo stile della Nouvelle Vague, giovane e a basso costo.

Quando Michel Legrand, incaricato di scrivere le musiche, visiona la prima versione del montaggio, ha un'idea geniale: «Se sei d'accordo, faccio scivolare la musica dappertutto, anche sopra, sotto e durante i dialoghi. Anche quando i personaggi camminano. Vedrai, quando Anna cammina per strada sembrerà che danzi; quando parla, sembrerà che canti! Un compito insensato, mi sono aggrappato a ogni millimetro di pellicola, al centesimo di secondo.»
L'effetto si nota soprattutto nella lunga sequenza iniziale, la camminata di Anna Karina per le vie di Parigi e poi l'entrata nel locale dove lavora, seguita passo dopo passo dalla macchina da presa in un movimento fluido. In questo modo, la sconcertante scrittura cinematografica che Godard ha sperimentato nei due precedenti lungometraggi non viene normalizzata dalla grande produzione (Carlo Ponti e un budget di 2 milioni di franchi), ma esplode nella freschezza di un cinema “giovanissimo e mai visto”.

È possibile scomporre il film in una serie di quadri/episodi intessuti di situazioni in bilico tra il comico e l'assurdo che frastornano lo spettatore, anche a causa di espliciti commenti sovrascritti alla pellicola per interpretare il pensiero degli attori. L'intento dell'autore è produrre un film teatrale, con cambiamenti di ritmo e di tono sul modello della commedia dell'arte. La scelta tuttavia di una ambientazione proletaria confonde lo spettatore abituato allo stile fiabesco delle analoghe produzioni hollywoodiane.

In linguaggio del film è fondato in parte su rotture di tono: non è una commedia né una tragedia, bensì una successione di inquadrature autonome nelle quali Anna Karina è il soggetto privilegiato. In una delle scene più brillanti, nel mezzo di un litigio domestico, Angela e Émile non si parlano  per ripicca, ma comunicano mostrandosi la copertina di libri con titoli significativi, in sostituzione del dialogo; per cercare i titoli adatti si muovono per casa in pigiama trasportando un abat-jour a stelo. Si definisce sempre di più una delle caratteristiche del cinema di Godard, cioè l'alternanza di dialogo e parola scritta per produrre significato.

Il film incassa molto meno delle aspettative, 58.153 ingressi a Parigi, non ripaga l'investimento e convince Godard a evitare per sempre il genere commedia. L'ultima parola su Une femme est une femme la scrive il destino, quando Anna Karina perde per aborto spontaneo il bambino che portava in grembo.

## Curiosità
(Anna Karina)
Durante una scena Jean-Paul Belmondo incontra in un bar l'attrice Jeanne Moreau, reduce dal successo di Jules e Jim di François Truffaut, e le lancia una battuta: “E voi, tutto bene con Jules e Jim?”. In un'altra scena l'attore, riferendosi al film Fino all'ultimo respiro interpretato da lui stesso, afferma di non volerselo perdere.

Sempre Alfred/Belmondo, quando si incontra con Angela in un caffè, le racconta un aneddoto su una donna divisa tra due uomini e una lettera imbucata per errore, che sarà esattamente il soggetto dell'episodio Montparnasse-Levallois inserito nel film collettivo Parigi di notte del 1965.

## Edizione italiana
Il gioco di parole finale, quando Emile dice alla moglie: Tu es infâme (sei un'infame) e lei gli risponde Non, moi je suis une femme (no, io sono una donna), interamente giocato sull'omofonia
(le due espressioni “infame” e “una donna” hanno una pronuncia quasi uguale), risulta intraducibile in italiano, ed è la metafora dell'incomprensione che da sempre l'Italia riserva al nuovo cinema francese, in modo speciale a Jean-Luc Godard. Il film viene distribuito in Italia (dalla Euro) previa eliminazione non solo di scene osé, ma di due intere sequenze e con un arbitrario e ingiustificabile rimixaggio della splendida colonna sonora, che ne stravolge l'innovativo significato semantico.

## Riconoscimenti
- 11º Festival internazionale del cinema di Berlino
  - Orso d'argento per la migliore attrice per Anna Karina
  - Orso d'argento, gran premio della giuria
  - Candidatura all'Orso d'oro